# Villafranca (Alava)
Pour les articles homonymes, voir Villafranca.
Villafranca ou anciennement Villafranca de Estíbaliz est un village ou contrée faisant partie de la municipalité de Vitoria-Gasteiz dans la province d'Alava dans la Communauté autonome basque.

## Démographie
| 2000 | 2001 | 2002 | 2003 | 2004 | 2005 | 2006 | 2007 |
| ---- | ---- | ---- | ---- | ---- | ---- | ---- | ---- |
| 144  | 151  | 157  | 173  | 175  | 183  | 173  | 182  |

## Voir également
- Liste des municipalités d'Alava